# Victor Mees
Victor Mees (ur. 26 stycznia 1927 w Schoten, zm. 11 listopada 2012) – belgijski piłkarz grający na pozycji pomocnika. W swojej karierze rozegrał 68 meczów w reprezentacji Belgii, w których strzelił 3 gole.

## Kariera klubowa
Przez całą swoją karierę piłkarską Mees związany był z klubem Royal Antwerp FC. W 1945 roku awansował do pierwszej drużyny Royalu i w sezonie 1945/1946 zadebiutował w jego barwach w pierwszej lidze belgijskiej. W sezonie 1954/1955 osiągnął swój pierwszy sukces z Royalem, gdy zdobył Puchar Belgii. W 1956 roku otrzymał Nagrodę Złotego Buta dla najlepszego piłkarza w Belgii. W sezonie 1956/1957 wywalczył swój jedyny w karierze tytuł mistrza Belgii. W Royalu Antwerp Mees występował do końca sezonu 1963/1964. W zespole tym rozegrał łącznie 554 ligowe mecze, w których strzelił 36 goli.
| Sezon   | Klub             | Kraj   | Rozgrywki     | Mecze | Bramki |
| ------- | ---------------- | ------ | ------------- | ----- | ------ |
| 1945/46 | Royal Antwerp FC | Belgia | Eerste klasse | 34    | 1      |
| 1946/47 | Royal Antwerp FC | Belgia | Eerste klasse | 36    | 0      |
| 1947/48 | Royal Antwerp FC | Belgia | Eerste klasse | 29    | 0      |
| 1948/49 | Royal Antwerp FC | Belgia | Eerste klasse | 30    | 1      |
| 1949/50 | Royal Antwerp FC | Belgia | Eerste klasse | 30    | 1      |
| 1950/51 | Royal Antwerp FC | Belgia | Eerste klasse | 31    | 2      |
| 1951/52 | Royal Antwerp FC | Belgia | Eerste klasse | 28    | 5      |
| 1952/53 | Royal Antwerp FC | Belgia | Eerste klasse | 26    | 1      |
| 1953/54 | Royal Antwerp FC | Belgia | Eerste klasse | 30    | 0      |
| 1954/55 | Royal Antwerp FC | Belgia | Eerste klasse | 28    | 3      |
| 1955/56 | Royal Antwerp FC | Belgia | Eerste klasse | 30    | 5      |
| 1956/57 | Royal Antwerp FC | Belgia | Eerste klasse | 30    | 2      |
| 1957/58 | Royal Antwerp FC | Belgia | Eerste klasse | 29    | 3      |
| 1958/59 | Royal Antwerp FC | Belgia | Eerste klasse | 28    | 3      |
| 1959/60 | Royal Antwerp FC | Belgia | Eerste klasse | 22    | 3      |
| 1960/61 | Royal Antwerp FC | Belgia | Eerste klasse | 29    | 0      |
| 1961/62 | Royal Antwerp FC | Belgia | Eerste klasse | 30    | 2      |
| 1962/63 | Royal Antwerp FC | Belgia | Eerste klasse | 26    | 3      |
| 1963/64 | Royal Antwerp FC | Belgia | Eerste klasse | 29    | 1      |

## Kariera reprezentacyjna
W reprezentacji Belgii Mees zadebiutował 2 stycznia 1949 roku w zremisowanym 1:1 towarzyskim meczu z Hiszpanią, rozegranym w Barcelonie. W swojej karierze grał w: eliminacjach do MŚ 1954 i MŚ 1958.
W 1954 roku Mees został powołany do kadry na mistrzostwa świata w Szwajcarii. Na tym turnieju rozegrał dwa mecze: z Anglią (4:4) i z Włochami (1:4).
Od 1949 do 1960 roku rozegrał w kadrze narodowej 68 meczów i strzelił w nich 3 gole.